# Football League Cup 2002-2003
La Football League Cup 2002-2003, conosciuta anche con il nome di Worthington Cup per motivi di sponsorizzazione, è stata la 43ª edizione del terzo torneo calcistico più importante del calcio inglese, la 37ª in finale unica. La manifestazione, ebbe inizio il 20 agosto 2002 e si concluse il 2 marzo 2003 con la finale del Millennium Stadium di Cardiff, sede scelta per ospitare l'evento, in attesa della conclusione dei lavori di ristrutturazione del nuovo Wembley.
Il trofeo fu vinto dal Liverpool, che nell'atto conclusivo si impose sul Manchester United con il punteggio di 2-0.

## Formula
La Football League Cup era riservata alle 20 squadre della Premier League e alle 72 della Football League. Ogni turno della competizione è composto da scontri ad eliminazione diretta, ad esclusione delle semifinali che si compongono di due match dove la squadra con il miglior risultato combinato accede in finale. Se al termine di ogni partita o se il risultato combinato delle semifinali è identico, vengono giocati i tempi supplementari. Se anche al termine dei tempi supplementari il punteggio è ancora in parità, si passa ai calci di rigore.
|                               | Squadre che entrano in questo turno                                                                             | Squadre qualificate dal turno precedente     |
| ----------------------------- | --- | -------------------------------------------- |
| Turno preliminare (2 squadre) | - 2 squadre dalla Third Division                                                                                |                                              |
| Primo turno (70 squadre)      | - 22 squadre dalla Third Division - 24 squadre dalla Second Division - 23 squadre dalla First Division          | - 1 squadra vincitrice del turno preliminare |
| Secondo turno (48 squadre)    | - 1 squadra dalla First Division - 12 squadre dalla Premier League (non partecipanti alle competizioni europee) | - 35 squadre vincitrici del primo turno      |
| Terzo turno (32 squadre)      | - 8 squadre dalla Premier League (partecipanti alle competizioni europee)                                       | - 24 squadre vincitrici del secondo turno    |
| Quarto turno (16 squadre)     | | - 16 squadre vincitrici del terzo turno      |
| Quarti di finale (8 squadre)  | | - 8 squadre vincitrici del quarto turno      |
| Semifinali (4 squadre)        | | - 4 squadre vincitrici dei quarti di finale  |
| Finale (2 squadre)            | | - 2 squadre vincitrici delle semifinali      |

## Turno preliminare
| Squadra 1      | Risultato | Squadra 2  |
| -------------- | --------- | ---------- |
| 20 agosto 2002 |           |            |
| Bristol Rovers | 0 - 2     | Boston Utd |

## Primo turno
| Squadra 1          | Risultato       | Squadra 2        |
| ------------------ | --------------- | ---------------- |
| 10 settembre 2002  |                 |                  |
| Bournemouth        | 3 - 3 (2-4 dtr) | Brentford        |
| Bristol City       | 0 - 1           | Oxford Utd       |
| Burnley            | 3 - 0           | Blackpool        |
| Bury               | 1 - 0           | Stoke City       |
| Crystal Palace     | 2 - 1 (d.t.s.)  | Plymouth         |
| Cambridge Utd      | 3 - 1           | Reading          |
| Grimsby Town       | 0 - 1           | Chesterfield     |
| Hartlepool Utd     | 1 - 2           | Tranmere         |
| Huddersfield Town  | 2 - 0           | Darlington       |
| Hull City          | 2 - 4 (d.t.s.)  | Leicester City   |
| Leyton Orient      | 3 - 2           | QPR              |
| Lincoln City       | 1 - 3           | Stockport County |
| Mansfield Town     | 1 - 3           | Derby County     |
| Northampton Town   | 0 - 1           | Wigan            |
| Norwich City       | 0 - 3           | Cheltenham Town  |
| Oldham Athletic    | 3 - 2           | Notts County     |
| Port Vale          | 0 - 2           | Crewe Alexandra  |
| Portsmouth         | 2 - 0           | Peterborough Utd |
| Rotherham Utd      | 3 - 1           | Carlisle Utd     |
| Rushden & Diamonds | 0 - 0 (5-3 dtr) | Millwall         |
| Sheffield Utd      | 1 - 0           | York City        |
| Southend Utd       | 1 - 4           | Wimbledon FC     |
| Torquay Utd        | 0 - 1           | Colchester Utd   |
| Walsall            | 1 - 0           | Shrewsbury Town  |
| Watford            | 1 - 2           | Luton Town       |
| Wrexham            | 2 - 1           | Bradford City    |
| 11 settembre 2002  |                 |                  |
| Boston Utd         | 1 - 5           | Cardiff City     |
| Brighton           | 2 - 1 (d.t.s.)  | Exeter City      |
| Coventry City      | 3 - 0           | Colchester Utd   |
| Macclesfield Town  | 4 - 1 (d.t.s.)  | Barnsley         |
| Nottingham Forest  | 4 - 0           | Kidderminster    |
| Preston N.E.       | 2 - 1 (d.t.s.)  | Scunthorpe Utd   |
| Sheffield Weds     | 1 - 0           | Rochdale         |
| Swansea City       | 2 - 3           | Wolverhampton    |
| Swindon Town       | 1 - 2 (d.t.s.)  | Wycombe          |

## Secondo turno
| Squadra 1         | Risultato       | Squadra 2          |
| ----------------- | --------------- | ------------------ |
| 24 settembre 2002 |                 |                    |
| Ipswich Town      | 3 - 1           | Brighton           |
| 1 ottobre 2002    |                 |                    |
| Brentford         | 1 - 4           | Middlesbrough      |
| Cambridge Utd     | 0 - 7           | Sunderland         |
| Charlton          | 0 - 0 (5-6 dtr) | Oxford Utd         |
| Chesterfield      | 1 - 1 (4-5 dtr) | West Ham Utd       |
| Huddersfield Town | 0 - 1           | Burnley            |
| Macclesfield Town | 1 - 2           | Preston N.E.       |
| Manchester City   | 3 - 2           | Crewe Alexandra    |
| Portsmouth        | 1 - 3           | Wimbledon FC       |
| Rotherham Utd     | 4 - 4 (4-2 dtr) | Wolverhampton      |
| Sheffield Utd     | 4 - 1           | Wycombe            |
| Stockport County  | 1 - 2 (d.t.s.)  | Gillingham         |
| Tottenham         | 1 - 0           | Exeter City        |
| Wrexham           | 0 - 3           | Everton            |
| 2 ottobre 2002    |                 |                    |
| Aston Villa       | 3 - 0           | Luton Town         |
| Bolton            | 0 - 1           | Bury               |
| Crystal Palace    | 7 - 0           | Cheltenham Town    |
| Coventry City     | 8 - 0           | Rushden & Diamonds |
| Derby County      | 1 - 2 (d.t.s.)  | Oldham Athletic    |
| Leyton Orient     | 2 - 3           | Birmingham City    |
| Nottingham Forest | 1 - 2           | Walsall            |
| Sheffield Weds    | 1 - 2 (d.t.s.)  | Leicester City     |
| Southampton       | 6 - 1           | Tranmere           |
| Wigan             | 3 - 1           | West Bromwich      |

## Terzo turno
| Squadra 1       | Risultato       | Squadra 2       |
| --------------- | --------------- | --------------- |
| 5 novembre 2002 |                 |                 |
| Birmingham City | 0 - 2           | Preston N.E.    |
| Manchester Utd  | 2 - 0           | Leicester City  |
| Wigan           | 1 - 0           | Manchester City |
| Wimbledon FC    | 1 - 3           | Rotherham Utd   |
| 6 novembre 2002 |                 |                 |
| Arsenal         | 2 - 3           | Sunderland      |
| Blackburn       | 2 - 2 (5-4 dtr) | Walsall         |
| Burnley         | 2 - 1           | Tottenham       |
| Crystal Palace  | 3 - 0           | Coventry City   |
| Chelsea         | 2 - 1           | Gillingham      |
| Fulham          | 3 - 1           | Bury            |
| Ipswich Town    | 3 - 1           | Middlesbrough   |
| Liverpool       | 3 - 1           | Southampton     |
| Newcastle Utd   | 3 - 3 (2-3 dtr) | Everton         |
| Oxford Utd      | 0 - 3           | Aston Villa     |
| Sheffield Utd   | 2 - 1           | Leeds Utd       |
| West Ham Utd    | 0 - 1           | Oldham Athletic |

## Quarto turno
| Squadra 1       | Risultato       | Squadra 2       |
| --------------- | --------------- | --------------- |
| 3 dicembre 2002 |                 |                 |
| Burnley         | 0 - 2           | Manchester Utd  |
| Crystal Palace  | 2 - 0           | Oldham Athletic |
| Sheffield Utd   | 2 - 0           | Sunderland      |
| 4 dicembre 2002 |                 |                 |
| Aston Villa     | 5 - 0           | Preston N.E.    |
| Blackburn       | 4 - 0           | Rotherham Utd   |
| Chelsea         | 4 - 1           | Everton         |
| Liverpool       | 1 - 1 (5-4 dtr) | Ipswich Town    |
| Wigan           | 2 - 1           | Fulham          |

## Quarti di finale
| Squadra 1        | Risultato | Squadra 2      |
| ---------------- | --------- | -------------- |
| 17 dicembre 2002 |           |                |
| Manchester Utd   | 1 - 0     | Chelsea        |
| Sheffield Utd    | 3 - 1     | Crystal Palace |
| Wigan            | 0 - 2     | Blackburn      |
| 18 dicembre 2002 |           |                |
| Aston Villa      | 3 - 4     | Liverpool      |

## Semifinali
| Squadra 1      | Totale | Squadra 2 | Andata         | Ritorno         |
| -------------- | ------ | --------- | -------------- | --------------- |
|                |        |           | 7 gennaio 2003 | 22 gennaio 2003 |
| Manchester Utd | 4 - 2  | Blackburn | 1 - 1          | 3 - 1           |
|                |        |           | 8 gennaio 2003 | 21 gennaio 2003 |
| Sheffield Utd  | 2 - 3  | Liverpool | 2 - 1          | 0 - 2 (d.t.s.)  |

## Finale
| Arbitro: | Paul Durkin |

|                      |           |  |
| Gerrard 39’ Owen 86’ | Marcatori |  |

| Liverpool | Manchester United |

| LIVERPOOL       |    |                  |             |
|                 |    |                  |             |
| P               | 1  | Jerzy Dudek      |             |
| D               | 23 | Jamie Carragher  |             |
| D               | 2  | Stéphane Henchoz | Ammonizione |
| D               | 4  | Sami Hyypiä (C)  |             |
| D               | 18 | John Arne Riise  |             |
| C               | 9  | El Hadji Diouf   | 90’         |
| C               | 16 | Dietmar Hamann   |             |
| C               | 17 | Steven Gerrard   |             |
| C               | 13 | Danny Murphy     |             |
| A               | 10 | Michael Owen     |             |
| A               | 8  | Emile Heskey     | 61’         |
| A disposizione: |    |                  |             |
| P               | 19 | Pegguy Arphexad  |             |
| D               | 30 | Djimi Traoré     |             |
| C               | 7  | Vladimír Šmicer  | 89’         |
| C               | 25 | Igor Bišćan      | 90’         |
| A               | 5  | Milan Baroš      | 61’ 89’     |
| Manager:        |    |                  |             |
| Gérard Houllier |    |                  |             |

| MANCHESTER UNITED |    |                      |     |
|                   |    |                      |     |
| P                 | 1  | Fabien Barthez       |     |
| D                 | 2  | Gary Neville         |     |
| D                 | 24 | Wes Brown            | 74’ |
| D                 | 6  | Rio Ferdinand        |     |
| D                 | 27 | Mikaël Silvestre     |     |
| C                 | 7  | David Beckham        |     |
| C                 | 16 | Roy Keane (C)        |     |
| C                 | 4  | Juan Sebastián Verón |     |
| C                 | 11 | Ryan Giggs           |     |
| C                 | 18 | Paul Scholes         |     |
| A                 | 10 | Ruud van Nistelrooy  |     |
| A disposizione:   |    |                      |     |
| P                 | 13 | Roy Carroll          |     |
| D                 | 3  | Phil Neville         |     |
| C                 | 8  | Nicky Butt           |     |
| C                 | 22 | John O'Shea          |     |
| A                 | 20 | Ole Gunnar Solskjær  | 74’ |
| Manager:          |    |                      |     |
| Sir Alex Ferguson |    |                      |     |